# Студенец (сельское поселение)
Студенец — административно-территориальная единица (административная территория посёлок сельского типа с подчинённой ему территорией) и муниципальное образование (сельское поселение с полным официальным наименованием муниципальное образование сельского поселения «Студенец») в составе муниципального района Усть-Вымского в Республике Коми Российской Федерации.
Административный центр — посёлок Студенец.

## История
Статус и границы административной территории установлены Законом Республики Коми от 6 марта 2006 года № 13-РЗ «Об административно-территориальном устройстве Республики Коми».
Статус и границы сельского поселения установлены Законом Республики Коми от 5 марта 2005 года № 11-РЗ «О территориальной организации местного самоуправления в Республике Коми».

## Население
| 2010 | 2011 | 2012 | 2013 | 2014 | 2015 | 2016 |
| ---- | ---- | ---- | ---- | ---- | ---- | ---- |
| 665  | ↘661 | ↘632 | ↘607 | ↘576 | ↘569 | ↘560 |
| 2017 | 2018 | 2019 | 2020 | 2021 |      |      |
| ↘538 | ↘521 | ↘504 | ↘491 | ↗710 |      |      |

## Состав
Состав административной территории и сельского поселения:
| № | Населённый пункт | Тип населённого пункта          | Население |
| - | ---------------- | ------------------------------- | --------- |
| 1 | Вогваздино       | деревня                         | 133       |
| 2 | Ероздино         | деревня                         | 6         |
| 3 | Студенец         | посёлок, административный центр | 526       |